# Prado (Nova Friburgo)
Prado é um bairro da Zona Norte do município brasileiro de Nova Friburgo, estado do Rio de Janeiro. Bairro criado pelo Projeto de Lei 4.488/09, que oficializou os nomes dos bairros de Nova Friburgo do 1º e 6º distritos. O projeto foi sancionado pelo prefeito Heródoto Bento de Mello e tornou-se a Lei Municipal número 3.792/09.
No bairro se localiza o G.R.E.S. Acadêmicos do Prado. 